# Rasmus Frandsen
Rasmus Peter Frandsen (* 17. April 1886 in Årslev; † 5. Dezember 1974 in Næstved) war ein dänischer Ruderer und Olympiadritter.
Bei der in Djurgårdsbrunnsviken ausgetragenen Olympischen Regatta 1912 gab es zwei Wettbewerbe im Vierer mit Steuermann. In der heute international üblichen Bootsklasse wurde die Dollen am Ausleger befestigt. In der anderen, damals in Skandinavien üblichen, Bootsklasse waren die Dollen direkt am Bootsrand, am Dollbord, befestigt. Die Bootsklasse mit Befestigung am Dollbord war nur 1912 olympisch.
In der Klasse mit Ausleger traten elf Boote an, darunter zwei aus Dänemerk. Die Crew vom København Roklubb schied in der Vorrunde gegen die Belgier aus, die Crew vom Polyteknisk Roklub mit Erik Bisgaard, Rasmus Frandsen, Mikael Simonsen, Poul Thymann und Steuermann Ejgil Clemmensen qualifizierte sich ohne Gegner für das Viertelfinale. Im Viertelfinale bezwangen die Dänen die finnische Crew, im Halbfinale unterlagen sie dem deutschen Vierer. Damit waren die Dänen wie auch die Norweger als Verlierer des anderen Halbfinales auf dem dritten Platz.